# Egypte op de Olympische Zomerspelen 1952
Egypte nam deel aan de Olympische Zomerspelen 1952 in Helsinki, Finland. De twee gouden en twee zilveren medailles, gewonnen tijdens de vorige Spelen, kregen dit keer geen vervolg.

## Medailleoverzicht
| Sport     | Olympiër     | Discipline               | Medaille |
| --------- | ------------ | ------------------------ | -------- |
| Worstelen | Abdel Rashed | –62kg Grieks-Romeins (m) | Brons    |

## Deelnemers en resultaten

### Atletiek
| Olympiër                                                      | Discipline               | Resultaat | Prestatie                             |
| ------------------------------------------------------------- | ------------------------ | --------- | ------------------------------------- |
| Fawzi Chaaban                                                 | 100m (m)                 | 61e       | serie 9: 6de in 11,51                 |
| Youssef Ali Omar                                              | 100m (m)                 | 62e       | serie 1: 6de in 11,53                 |
| Emad El-Din Shafei                                            | 100m (m)                 | 49e       | serie 4: 4de in 11,40                 |
| Fawzi Chaaban                                                 | 200m (m)                 | 60e       | serie 5: 4de in 22,90                 |
| Youssef Ali Omar                                              | 200m (m)                 | 67e       | serie 7: 4de in 23,26                 |
| Emad El-Din Shafei                                            | 200m (m)                 | 55e       | serie 16: 3de in 22,75                |
| William Fahmy Hanna                                           | 1500m (m)                | 47e       | serie 6: 9de in 4.11,2                |
| Fouad Yazgi                                                   | 110m horden (m)          | 29e       | serie 2: 6de in 16,1                  |
| Fawzi Chaaban Youssef Ali Omar Emad El-Din Shafei Fouad Yazgi | 4x100m (m)               | 19e       | serie 1: 7de in 42,9                  |
| Abdelgani Abdel Fattah                                        | marathon (m)             | 51e       | 2:56.56,0                             |
| Fawzi Chaaban                                                 | hink-stap-springen (m)   | 34e       | kwalificatie groep A: 19de met 13,45m |
| Emad El-Din Shafei                                            | hoogspringen (m)         | 36e       | kwalificatie groep B: 17de met 1,70m  |
| Gamal El-Din El-Sherbini                                      | polsstokhoogspringen (m) | 26e       | kwalificatie groep A: 12de met 3,60m  |

### Basketbal
| Olympiër | Discipline | Resultaat | Prestatie |
| --- | ---------- | --------- | --- |
| Youssef Abbas Youssef Abou Ouf Fouad Abdel Meguid Abu el Kheir Mohamed Medhat Bahgat Armand Philippe Catafago Georges Jean Chalhoub Mohamed Ezz Eldin Aly Ahmed el Rashidy Abdelrahman Ismail Hafez Zaki Selim Ibrahim Harari Sami Mansour Medhat Youssef Mohamad Hussein Kamal Montassir Fahmy Raymond Sabounghi Albert Fahmy Tadros | mannen     | 10e       | voorronde groep C: 2de W van Turkije: 64-52 V van Canada: 57-63 W van Italië: 66-62 groep C: 3de V van Frankrijk: 64-92 V van Chili: 46-74 W van Cuba: 66-55 |

| Groep D |           |             |             |             |            |            |            |        |
| №       | Land      | Wedstrijden | Wedstrijden | Wedstrijden | Doelpunten | Doelpunten | Doelpunten | Punten |
| №       | Land      | G           | W           | V           | V          | T          | Saldo      | Punten |
| 1       | Frankrijk | 3           | 3           | 0           | 202        | 149        | +53        | 6      |
| 2       | Chili     | 3           | 2           | 1           | 170        | 150        | +20        | 5      |
| 3       | Egypte    | 3           | 1           | 2           | 176        | 221        | -45        | 4      |
| 4       | Cuba      | 3           | 0           | 3           | 149        | 177        | -28        | 3      |

| Ronde      | Plaats    | Land  | Score  | Land |
| ---------- | --------- | ----- | ------ | ---- |
| Groepsfase |           |       |        |      |
| Helsinki   | Frankrijk | 92-64 | Egypte |      |
| Helsinki   | Chili     | 74-46 | Egypte |      |
| Helsinki   | Egypte    | 66-55 | Cuba   |      |

### Boksen
| Olympiër                    | Discipline | Resultaat | Prestatie                                                           |
| --------------------------- | ---------- | --------- | ------------------------------------------------------------------- |
| Ibrahim Abdrabbou           | -54kg (m)  | 9e        | 1ste ronde: vrij 2de ronde: V van ITA Dall'osso: 0-3                |
| Salah El-Din Fatih          | -57kg (m)  | 17e       | 1ste ronde: V van CAN Walters: 0-3                                  |
| Mohi Din Hamaky             | -60kg (m)  | 17e       | 1ste ronde: V van ROU Fiat: 0-3                                     |
| Fathi Abdel Rahman          | -67kg (m)  | 17e       | 1ste ronde: V van IRI Issabeg: scheidsrechterlijke beslissing       |
| Moustafa Mohamed Fahim      | -75kg (m)  | 17e       | 1ste ronde: V van GBR Godding: 1-2                                  |
| Mohamed Mohamed Elminabaoui | -81kg (m)  | 9e        | 1ste ronde: vrij 2de ronde: V van ITA Alfonsetti: gediskwalificeerd |
| Ahmed El-Minabawi           | +81kg (m)  | 9e        | 1ste ronde: vrij 2de ronde: V van BEL Marsille: 0-3                 |

### Gewichtheffen
| Olympiër                | Discipline  | Resultaat | Prestatie                                                                               |
| ----------------------- | ----------- | --------- | --------------------------------------------------------------------------------------- |
| Kamal Mahgoub           | -56kg (m)   | 5e        | drukken: 12de met 75kg trekken: 2de met 95kg stoten: 2de met 122,5kg totaal: 292,5kg    |
| Khalifa Said Gouda      | -60kg (m)   | 5e        | drukken: 16de met 85kg trekken: 3de met 102,5kg stoten: 4de met 125kg totaal: 312,5kg   |
| Abdel Khadr El-Touni    | -67,5kg (m) | 6e        | drukken: 1ste met 105kg trekken: 3de met 107,5kg stoten: 6de met 130kg totaal: 342,5kg  |
| Ismail Ragab            | -75kg (m)   | 4e        | drukken: 3de met 115kg trekken: 2de met 117,5kg stoten: 3de met 150kg totaal: 382,5kg   |
| Mohamed Ali Abdel Kerim | -82,5kg (m) | 9e        | drukken: 14de met 105kg trekken: 4de met 122,5kg stoten: 8ste met 150kg totaal: 377,5kg |
| Mohamed Ibrahim Saleh   | -90kg (m)   | 4e        | drukken: 8ste met 110kg trekken: 2de met 125kg stoten: 2de met 162,5kg totaal: 397,5kg  |

### Paardensport
| Olympiër                                       | Discipline     | Resultaat      | Prestatie         |
| Springconcours                                 | Springconcours | Springconcours | Springconcours    |
| ---------------------------------------------- | -------------- | -------------- | ----------------- |
| Gamal Haress                                   | individueel    | 25e            | 24 strafpunten    |
| Mohamed Khairy                                 | individueel    | 12e            | 16 strafpunten    |
| Mohamed Selim Zaki                             | individueel    | 41e            | 40,25 strafpunten |
| Gamal Haress Mohamed Khairy Mohamed Selim Zaki | team           | 12e            | 80,25 strafpunten |

### Roeien
| Olympiër                                                                                        | Discipline   | Resultaat | Prestatie                                          |
| ----------------------------------------------------------------------------------------------- | ------------ | --------- | -------------------------------------------------- |
| Hussein El-Alfy                                                                                 | skiff (m)    | 17e       | serie 3: 4de in 8.33,5 herkansingen: 3de in 8.07,1 |
| Mohamed Anwar Ali Tawfik Youssif Albert Selim El-Mankabadi                                      | twee-met (m) | 15e       | serie 3: 4de in 8.29,3 herkansingen: 4de in 8.21,4 |
| Ibrahim El-Attar Mohamed El-Sahrawi Mamdooh El-Attar Mohamed El-Sayed Albert Selim El-Mankabadi | vier-met (m) | 14e       | serie 2: 4de in 7.52,8 herkansingen: 3de in 7.21,0 |

### Schermen
| Olympiër                                                                                               | Discipline      | Resultaat | Prestatie |
| --- | --------------- | --------- | --- |
| Mohamed Abdel Rahman                                                                                   | degen (m)       | 13e       | 1ste ronde groep 2: 2de met 5 overwinningen kwartfinale 3: 1ste met 5 overwinningen halve finale 2: 7de met 4 overwinningen                            |
| Osman Abdel Hafeez Salah Dessouki Mahmoud Younes Mohamed Abdel Rahman                                  | degen team (m)  | 13e       | 1ste ronde groep 6: 3de met 0 overwinningen |
| Salah Dessouki                                                                                         | floret (m)      | 7e        | 1ste ronde groep 1: 2de met 3 overwinningen halve finale 2: 3de met 2 overwinningen                                                                    |
| Mohamed Ali Riad                                                                                       | floret (m)      | 16e       | 1ste ronde groep 3: 2de met 4 overwinningen halve finale 1: 6de met 0 overwinningen                                                                    |
| Mahmoud Younes                                                                                         | floret (m)      | 6e        | 1ste ronde groep 2: 2de met 4 overwinningen halve finale 3: 3de met 3 overwinningen                                                                    |
| Salah Dessouki Mohamed Ali Riad Osman Abdel Hafeez Mahmoud Younes Mohamed Zulficar Hassan Hosni Tawfik | floret team (m) | 4e        | 1ste ronde groep 2: 1ste met 1 overwinning kwartfinale 1: 1ste met 1 overwinning halve finale 2: 2de met 1 overwinning finale: 4de met 0 overwinningen |
| Ahmed Abou-Shadi                                                                                       | sabel (m)       | 50e       | 1ste ronde groep 3: 6de met 1 overwinning |
| Mohamed Abdel Rahman                                                                                   | sabel (m)       | 25e       | 1ste ronde groep 7: 4de met 4 overwinningen kwartfinale 5: 5de met 2 overwinningen                                                                     |
| Mohamed Zulficar Mohamed Abdel Rahman Salah Dessouki Mahmoud Younes Ahmed Abou-Shadi                   | sabel team (m)  | 9e        | 1ste ronde groep 3: 1ste met 1 overwinning kwartfinale 4: 3de met 0 overwinningen                                                                      |

### Schietsport
| Olympiër                 | Discipline                  | Resultaat | Prestatie   |
| ------------------------ | --------------------------- | --------- | ----------- |
| Ahmed Hamdi              | 50m geweer 3 houdingen (m)  | 40e       | 1079 punten |
| Antoine Shousha          | 50m geweer 3 houdingen (m)  | 43e       | 1060 punten |
| Ahmed Hamdi              | 50m geweer liggend (m)      | 53e       | 383 punten  |
| Antoine Shousha          | 50m geweer liggend (m)      | 36e       | 393 punten  |
| Saad El-Din El-Shorbagui | 300m geweer 3 houdingen (m) | 30e       | 941 punten  |
| Ahmed Hamdy              | 300m geweer 3 houdingen (m) | 23e       | 1008 punten |
| Mohamed Ahmed Aly        | 50m pistool (m)             | 45e       | 491 punten  |
| Antoine Shousha          | 50m pistool (m)             | 28e       | 517 punten  |
| Youssef Fares            | trap (m)                    | 17e       | 181 punten  |
| Seifollah Ghaleb         | trap (m)                    | 12e       | 184 punten  |

### Schoonspringen
| Olympiër                   | Discipline    | Resultaat | Prestatie                         |
| -------------------------- | ------------- | --------- | --------------------------------- |
| Ahmed Kamel Aly            | 3m plank (m)  | 17e       | voorronde: 17de met 62,95 punten  |
| Ahmed Fahti Mohamed Hashad | 3m plank (m)  | 33e       | voorronde: 33ste met 50,04 punten |
| Kamal Ali Hassan           | 3m plank (m)  | 18e       | voorronde: 18de met 62,68 punten  |
| Mohamed Fakhry Abbas       | 10m toren (m) | 23e       | voorronde: 23ste met 62,92 punten |
| Ahmed Kamel Aly            | 10m toren (m) | 14e       | voorronde: 14de met 66,19 punten  |
| Kamal Ali Hassan           | 10m toren (m) | 25e       | voorronde: 25ste met 61,03 punten |

### Turnen
| Olympiër | Discipline               | Resultaat | Prestatie     |
| --- | ------------------------ | --------- | ------------- |
| Ahmed Issam Allam | meerkamp individueel (m) | 126e      | 97,20 punten  |
| Ahmed Khalil El-Giddawi | meerkamp individueel (m) | 137e      | 95,15 punten  |
| Magdy Gheriani | meerkamp individueel (m) | 135e      | 95,55 punten  |
| Mohamed Sayed Hamdi | meerkamp individueel (m) | 159e      | 88,70 punten  |
| Mahmoud Mohamed Reda | meerkamp individueel (m) | 181e      | 70,30 punten  |
| Mahmoud Safwat | meerkamp individueel (m) | 125e      | 97,65 punten  |
| Ragai Youssef | meerkamp individueel (m) | 154e      | 90,70 punten  |
| Ali Zaky | meerkamp individueel (m) | 50e       | 108,60 punten |
| Ahmed Issam Allam Ahmed Khalil El-Giddawi Magdy Gheriani Mohamed Sayed Hamdi Mahmoud Mohamed Reda Mahmoud Safwat Ragai Youssef Ali Zaky | meerkamp team (m)        | 16e       | 514,90 punten |

### Voetbal
| Olympiër | Discipline | Resultaat | Prestatie                                                    |
| --- | ---------- | --------- | ------------------------------------------------------------ |
| Hamza Ali Hanafy Bastan Mohamed Nour Eldin Elsayed Eldizwi Kamal El-Far Alaa El-Hamouly Moussa Mohamed Abdel Galil Hamza Mohamed Kabil Mechaury Sayed Mohamed Ahmed Rashed Fouad Sidky Ahmed Mekkawi | mannen     | 9e        | voorronde: W van Chili: 5-4 1ste ronde: V van Duitsland: 1-3 |

### Waterpolo
| Olympiër | Discipline | Resultaat | Prestatie |
| --- | ---------- | --------- | --- |
| Ahmed Fouad Nessim Jack Hakim Samir Gharbo Taha El-Gamal Omar Sabry Abdel Aziz Khalifa Abdel Aziz El-Shafei Dorri Abdel Kader Galal El-Din Abdel Meguid Abou El-Kheir Salah El-Din El-Sahrawi | mannen     | 9e        | voorronde: W van Portugal: 10-0 groep B: 3de V van Hongarije: 0-9 W van Duitsland: 5-2 V van Sovjet-Unie: 2-3 |

| Groep B |             |             |             |             |             |            |            |            |        |
| №       | Land        | Wedstrijden | Wedstrijden | Wedstrijden | Wedstrijden | Doelpunten | Doelpunten | Doelpunten | Punten |
| №       | Land        | G           | W           | G           | V           | V          | T          | Saldo      | Punten |
| 1       | Hongarije   | 3           | 3           | 0           | 0           | 23         | 4          | +19        | 6      |
| 2       | Sovjet-Unie | 3           | 2           | 0           | 1           | 12         | 9          | +3         | 4      |
| 3       | Egypte      | 3           | 1           | 0           | 2           | 7          | 14         | -7         | 2      |
| 4       | Duitsland   | 3           | 0           | 0           | 3           | 5          | 20         | -15        | 0      |

| Ronde      | Plaats      | Land | Score     | Land |
| ---------- | ----------- | ---- | --------- | ---- |
| Groepsfase |             |      |           |      |
| Helsinki   | Hongarije   | 9-0  | Egypte    |      |
| Helsinki   | Egypte      | 5-2  | Duitsland |      |
| Helsinki   | Sovjet-Unie | 3-2  | Egypte    |      |

### Worstelen
| Olympiër                    | Discipline  | Resultaat   | Prestatie |
| Vrije stijl                 | Vrije stijl | Vrije stijl | Vrije stijl |
| --------------------------- | ----------- | ----------- | --- |
| Mohamed Abdel Hamid El-Ward | -52kg (m)   | 11e         | 1ste ronde: V van USA Peery 2de ronde: V van JPN Kitano                                                                                             |
| Sayed Hafez Shehata         | -57kg (m)   | 10e         | 1ste ronde: W van GUA Johnston 2de ronde: V van DEN Johansen 3de ronde: V van IRI Yaghoubi                                                          |
| Abdel Fattah Essawi         | -62kg (m)   | 7e          | 1ste ronde: V van URS Dafdashov 2de ronde: W van GBR Hall 3de ronde: vrij 4de ronde: V van IRI Givehchi                                             |
| Mohamed Badr                | -67kg (m)   | 17e         | 1ste ronde: V van USA Evans 2de ronde: V van JPN Shimotori                                                                                          |
| Mohamed Moussa              | -73kg (m)   | 5e          | 1ste ronde: W van BEL De Jong 2de ronde: W van RSA Martin 3de ronde: V van TCH Sekal 4de ronde: V van USA Smith                                     |
| Mohamed Hussain             | -79kg (m)   | 11e         | 1ste ronde: V van USA Hodge 2de ronde: W van FRA Brunaud 3de ronde: V van URS Tsimak'urdize                                                         |
| Grieks-Romeins              |             |             | |
| Mahmoud Fawzy               | -52kg (m)   | 5e          | 1ste ronde: W van NOR Clausen 2de ronde: V van ITA Fabra 3de ronde: vrij 4de ronde: V van FIN Honkala                                               |
| Mahmoud Hassan              | -57kg (m)   | 10e         | 1ste ronde: V van HUN Hados |
| Abdel Aal Rashid            | -62kg (m)   | Brons       | 1ste ronde: W van GER Ellerbrock 2de ronde: W van ITA Trippa 3de ronde: W van FIN Talosela 4de ronde: V van HUN Polyaik 5de ronde: V van URS Punkin |
| Kamal Hussain               | -67kg (m)   | 8e          | 1ste ronde: W van SAA Schmidt 2de ronde: W van LUX Scheitler 3de ronde: V van HUN Tarr                                                              |
| Mohamed Osman               | -73kg (m)   | 9e          | 1ste ronde: W van BEL De Jong 2de ronde: V van HUN Szilvási 3de ronde: V van FRA Chesneau                                                           |
| Adel Ibrahim Moustafa       | -79kg (m)   | 9e          | 1ste ronde: V van TUR Ãzdemir 2de ronde: V van FIN Rauhala                                                                                          |

### Zwemmen
| Olympiër                | Discipline          | Resultaat | Prestatie              |
| ----------------------- | ------------------- | --------- | ---------------------- |
| Dorri El-Said           | 100m vrije slag (m) | 46e       | serie 7: 5de in 1.02,3 |
| Abdel Aziz El-Shafei    | 100m vrije slag (m) | 42e       | serie 5: 7de in 1.02,0 |
| Awad Moukhtar Halloudah | 200m schoollag (m)  | 31e       | serie 6: 7de in 2.50,5 |

Argentinië · Australië · Bahama's · België · Bermuda · Birma · Brazilië · Brits-Guiana · Bulgarije · Canada · Ceylon · Chili · China · Cuba · Denemarken · Duitsland · Egypte · Filipijnen · Finland · Frankrijk · Goudkust · Griekenland · Groot-Brittannië · Guatemala · Hongarije · Hongkong · Ierland · IJsland · India · Indonesië · Iran · Israël · Italië · Jamaica · Japan · Joegoslavië · Libanon · Liechtenstein · Luxemburg · Mexico · Monaco · Nederland · Nederlandse Antillen · Nieuw-Zeeland · Nigeria · Noorwegen · Oostenrijk · Pakistan · Panama · Polen · Portugal · Puerto Rico · Roemenië · Saarland · Singapore ·  Sovjet-Unie · Spanje · Thailand · Trinidad en Tobago · Tsjecho-Slowakije · Turkije · Uruguay · Venezuela · Verenigde Staten · Vietnam · Zuid-Afrika · Zuid-Korea · Zweden · Zwitserland